# Tina Ahlin
Katrina "Tina" Ahlin, född 6 juli 1967 i Tyresö församling i Stockholms län, är en svensk kompositör, pianist, sångare och munspelare.

## Biografi
Tina Ahlin är utbildad vid Stockholms Musikgymnasium, Adolf Fredriks Musikklasser och Kommunala musikinstitutet. Hon har samarbetat med flera av Sveriges största popartister, såsom Lisa Nilsson, Thomas Di Leva, Orup, Stefan Sundström med flera. Hon har medverkat i flera revyer, bland annat Hjalmars spelhåla med Peter Flack på Parkteatern i Örebro, Lorry-revyn på Oscarsteatern och Prins korv under taket med Hans Alfredson och Peter Dalle. Hon har som teatermusiker bland annat arbetat som kapellmästare för musikalen Råttfångaren på Dramaten. Tina Ahlin har komponerat och arrangerat musik för konserter, teaterföreställningar och långfilmer. För den breda publiken blev hon känd som "vikarierande" lagledare i TV-programmet Så ska det låta. Hon har även haft en uppskattad musikhörna i SVT:s Gokväll. Hon är syster till Lotta Ahlin och gift med trummisen Morgan Ågren.
Våren 2009 var Tina Ahlin aktuell som programledare i tv-programmet Tinas Trädgård på TV4 Plus. Hon har också varit högtidsvärd för SVT:s sändningar kring valborg, nationaldag och midsommar. Av fyra släppta skivor har två blivit grammisnominerade – Sommarkort, den instrumentala skivan med munspel och flygel, liksom 12 sånger av Allan Edwall. Den senaste skivan Decennium släpptes maj 2012, och titellåten från skivan släpptes som singel redan i april.

## Teater
Roller
- 2002 – Medverkande i Lorry, revy av Peter Dalle, regi Peter Dalle, Oscarsteatern[1]

## Diskografi
Album i eget namn 
- 2002 – Det går bra ändå
- 2005 – Sommarkort
- 2008 – 12 sånger av Allan Edwall
- 2012 – Decennium

## Källhänvisningar
1. ↑  ”Lorry”. Chinateatern. Arkiverad från originalet den 23 september 2015. https://web.archive.org/web/20150923202905/http://www.chinateatern.se/show/lorry/. Läst 3 september 2015.
2. ↑  Tina Ahlin på discogs.com